# Jan Hájek (tenista)

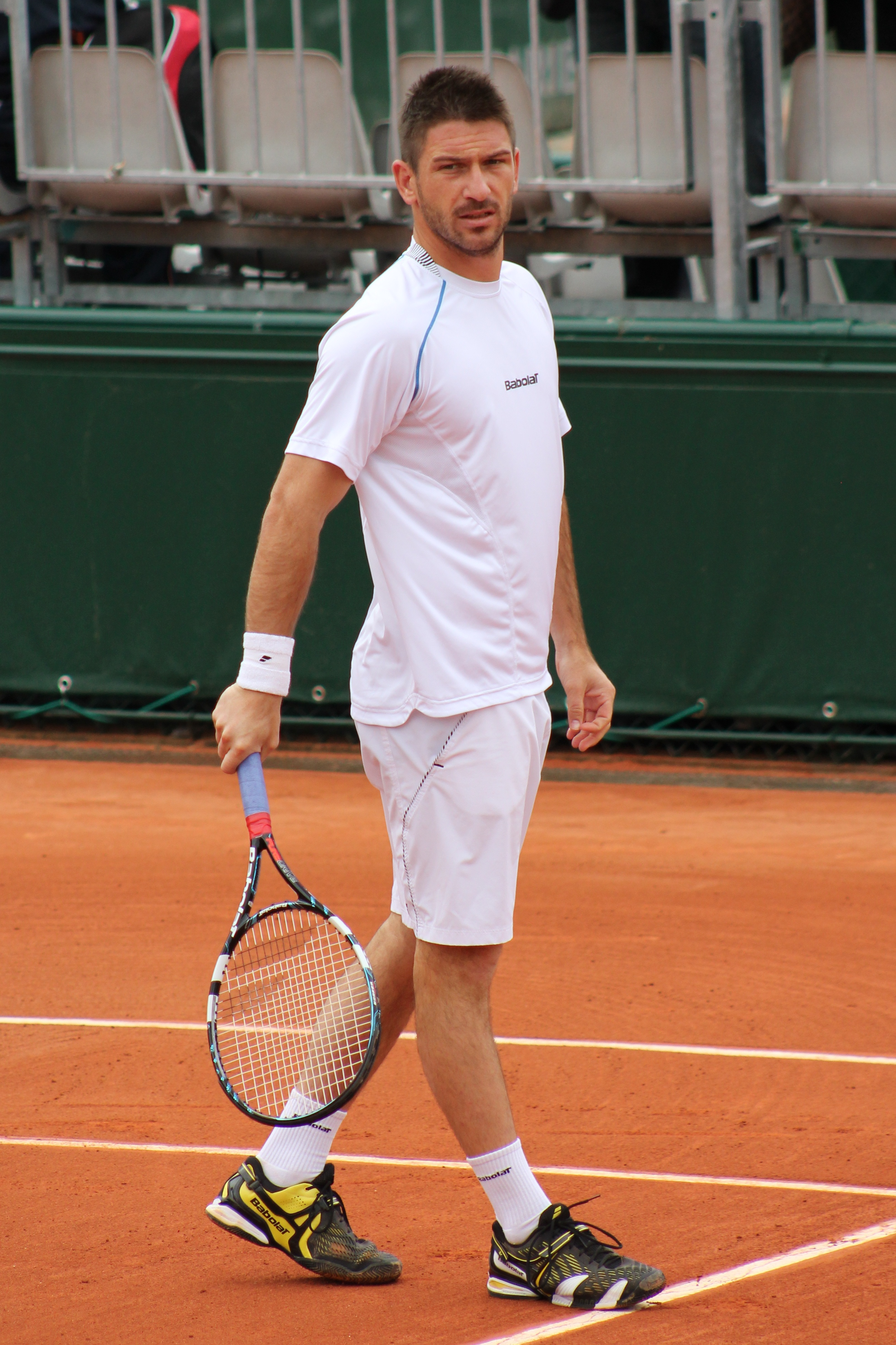
Hájek na French Open 2013

Jan Hájek (* 7. srpna 1983 Olomouc) je bývalý český profesionální tenista. Ve své kariéře na okruhu ATP World Tour vyhrál jeden turnaj ve čtyřhře, když s Tomášem Berdychem triumfovali na Qatar ExxonMobil Open 2014 . Jako poražený finalista odešel ze čtyřhry mnichovského BMW Open 2007, kde byl jeho spoluhráčem Jaroslav Levinský. Na challengerech ATP a okruhu ITF získal do února 2014 devatenáct titulů ve dvouhře a osm ve čtyřhře. Nastupuje za tenisový oddíl TK Agrofert Prostějov.
Na žebříčku ATP byl ve dvouhře nejvýše klasifikován v listopadu 2006 na 71. místě a ve čtyřhře pak v květnu téhož roku na 189. místě.
Na nejvyšší grandslamové úrovni se ve dvouhře nejdále probojoval do třetího kola French Open 2007, když vyřadil Švéda Thomase Johanssona a krajana Bohdana Ulihracha. Po dvou prohraných setech třetího kola s Kypřanem Marcosem Baghdatisem utkání skrečoval.
V českém daviscupovém týmu debutoval v roce 2009 semifinále Světové skupiny proti Chorvatsku, v němž vyhrál čtvrtou dvouhru nad Rokem Karanušičem a přispěl k postupu českého týmu do finále výsledkem 4–1. V Davis Cupu 2013 byl členem vítězného týmu, když ve čtvrtfinále s Kazachstánem vyhrál singl proti Michailu Kukuškinovi a se Štěpánkem nestačili na pár Golubjev a Ščukin. Do roku 2014 v soutěži nastoupil k sedmi mezistátním utkáním s bilancí 4–4 ve dvouhře a 1–1 ve čtyřhře.
Dne 1. dubna 2010 se oženil s bývalou českou tenistkou Dájou Bedáňovou. Podle bulvárního média Ahaonline proběhl v roce 2012 rozvod.
Dne 9. března 2015 oznámil konec své profesionální kariéry.

## Tenisová kariéra

### 2006
V kvalitativním vývoji se zlomovou stala sezóna 2006, kterou začínal na 352. místě žebříčku a končil v první stovce na 76. pozici.
Daný rok vyhrál první ATP challenger v Barlettě, do kterého se probjoval z kvalifikace a ve finále hladce porazil Stefana Galvaniho 6–2, 6–1. Do konce sezóny zvítězil na dalších třech challengerech, z toho na dvou velkých. V Prostějově porazil Tomáše Berdycha a v Braunschweigu pak Fernanda Vicenteho. Poznaňský turnaj vyhrál bez ztráty setu.
Mimoto se poprvé objevil na grandslamovém turnaji, kde přehrál v 1. kole krajana Lukáše Dlouhého, než v dalším nestačil na Chilana Fernanda Gonzáleze.

### 2007
V roce 2007 nezopakoval úspěšnou předchozí sezónu a na žebříčku již nepokročil výše. Přesto zaznamenal nejlepší výsledky na grandslamech, když na French Open 2007 postoupil do 3. kola přes Thomase Johanssona a Bohdana Ulihracha, ve třetím kole vzdal Marcosi Baghdatisovi pro zranění ramene. Dané zdravotní problémy jej poté provázely, k bolestem ramene se připojily srdeční potíže.

### 2009
V roce 2009 se zúčastnil challengerového okruhu, probojoval se do semifinále v Aténách, kde podlehl Rui Machadovi. Následně zvítězil na Ostrava Challenger a zopakoval titul na prostějovském challengeru, na který se probojoval jako kvalifikant, zde porazil bývalého hráče první desítky Chorvata Ivana Ljubičiče.

### 2010
V červenci 2010 byl nominován do daviscupového týmu, který jel na čtvrtfinálové utkání do Chile. Oba nejlepší čeští hráči, Tomáš Berdych a Radek Štěpánek, odcestovat pro zranění nemohli, a tak byli dodatečně povolání právě Hájek a Ivo Minář, s nimi pak do čtyřhry i Lukáš Dlouhý a František Čermák. V úvodním zápase se postavil Hájek Paulu Capdevillemu za stavu 1:0 pro ČR, když v úvodním zápase Minář porazil N.Massúa 3:0 na sety. Capdevilleho Hájek porazil 3:0 na sety. Poté Hájek nastoupil do čtyřhry s Lukášem Dlouhým. Soupeři českého páru byli Jorge Aguilar a Nicolás Massú a dovolen jim byl jediný set a po výhře 3:1 na sety česká reprezentace postoupila do semifinále Davis Cupu. Do třetího hracího dne již nenastoupil.

## Finálové účasti na turnajích ATP World Tour
| Legenda (před/od 2009)                                   |
| D – dvouhra; Č – čtyřhra                                 |
| Grand Slam (0–0)                                         |
| Tennis Masters Cup / ATP World Tour Finals (0–0)         |
| ATP Masters Series / ATP World Tour Masters 1000 (0–0)   |
| ATP International Series Gold / ATP World Tour 500 (0–0) |
| ATP International Series / ATP World Tour 250 (1–1 Č)    |

### Čtyřhra: 2 (1–1)
| Stav      | č. | datum          | turnaj           | povrch | spoluhráč         | vítězové                             | výsledek |
| --------- | -- | -------------- | ---------------- | ------ | ----------------- | ------------------------------------ | -------- |
| Finalista | 1. | 30. dubna 2007 | Mnichov, Německo | antuka | Jaroslav Levinský | Philipp Kohlschreiber Michail Južnyj | 1–6, 4–6 |
| Vítěz     | 1. | 3. ledna 2014  | Dauhá, Katar     | tvrdý  | Tomáš Berdych     | Alexander Peya Bruno Soares          | 6-2, 6-4 |

## Tituly na challengerech ATP a okruhu Futures
| Legenda          |
| ---------------- |
| Challengery (10) |
| Futures (9)      |

### Dvouhra (19)
| č.  | rok  | turnaj                 | povrch | poražený finalista      | výsledek           |
| 1.  | 2000 | Negril                 | antuka | Johan Ortegren          | 6–3, 6–1           |
| 2.  | 2001 | Spišská Nová Ves       | antuka | Juraj Haško             | 6–4, 6–7(2), 7–5   |
| 3.  | 2002 | Sopoty                 | antuka | Mariusz Fyrstenberg     | 6–3, 1–6, 6–2      |
| 4.  | 2002 | Nové Zámky             | antuka | Ladislav Švarc          | 6–1, 6–2           |
| 5.  | 2002 | Poprad                 | antuka | David Novák             | 6–1, 6–4           |
| 6.  | 2003 | Cala Ratjada           | antuka | Mariano Albert-Ferrando | 4–2skreč           |
| 7.  | 2005 | Jablonec nad Nisou     | antuka | Tomáš Ječmínek          | 6–4, 6–2           |
| 8.  | 2005 | Frýdlant nad Ostravicí | tvrdý  | Lukáš Lacko             | 1–6, 7–5, 6–4      |
| 9.  | 2006 | Barletta               | antuka | Stefano Galvani         | 6–2, 6–1           |
| 10. | 2006 | Prostějov              | antuka | Dominik Hrbatý          | 6–3, 5–7, 6–2      |
| 11. | 2006 | Braunschweig           | antuka | Fernando Vicente        | 6–1, 6–3           |
| 12. | 2006 | Poznaň                 | antuka | Ilia Bozoljac           | 6–4, 6–3           |
| 13. | 2008 | Porto                  | antuka | Dušan Lojda             | 6–0, 7–6(2)        |
| 14. | 2009 | Ostrava                | antuka | Ivan Dodig              | 7–5, 6–1           |
| 15. | 2009 | Prostějov              | antuka | Steve Darcis            | 6–2, 1–6, 6–4      |
| 16. | 2009 | Freudenstadt           | antuka | Laurent Recouderc       | 2–6, 6–3, 7–6(7–5) |
| 17. | 2010 | Prostějov              | antuka | Radek Štěpánek          | 6–0skreč           |
| 18. | 2012 | Marburg                | antuka | Andreas Haider-Maurer   | 6–2, 6–2           |
| 19. | 2013 | Meerbusch              | antuka | Jesse Huta Galung       | 6–3, 6–4           |

## Postavení na konečném žebříčku ATP

### Dvouhra
| Rok    | 2000 | 2001   | 2002   | 2003   | 2004   | 2005   | 2006  | 2007   | 2008   | 2009   | 2010  | 2011   | 2012   |
| Pořadí | 641. | ▲ 414. | ▲ 216. | ▼ 326. | ▼ 614. | ▲ 355. | ▲ 76. | ▼ 240. | ▼ 479. | ▲ 103. | ▲ 95. | ▼ 141. | ▲ 106. |

### Čtyřhra
| Rok    | 2000 | 2001   | 2002   | 2003   | 2004   | 2005   | 2006   | 2007   | 2008   | 2009   | 2010   | 2011   | 2012   |
| Pořadí | 863. | ▲ 798. | ▲ 328. | ▲ 292. | ▼ 536. | ▲ 244. | ▼ 272. | ▼ 406. | ▼ 446. | ▲ 279. | ▼ 461. | ▲ 203. | ▼ 481. |